# رجل المستقبل (فلم)
رجل المستقبل هو فيلم مصري تم إنتاجه عام 1946، تأليف أحمد سالم والسيد بدير، وإخراج أحمد سالم و بطولة أحمد سالم ومديحة يسري.

## فريق العمل
إخراج: أحمد سالم
تأليف:
- أحمد سالم
- السيد بدير

إنتاج: أفلام أحمد سالم
بطولة:
- أحمد سالم
- مديحة يسري
- بشارة واكيم
- هاجر حمدي
- السيد بدير
- سعيد أبو بكر
- عبد العزيز أحمد
- محمد عبد المطلب
- نبوية مصطفى

## روابط خارجية
- مقالات تستعمل روابط فنية بلا صلة مع ويكي بيانات